# Vepr
Vepr (em alfabeto ucraniano: Вепр, que significa javali) é um fuzil de assalto anunciado em 2003 na Ucrânia.
- Calibre: 5,45x39 mm;
- Ação: Operado a Gás com trancamento da cabeça do ferrolho por rotação com dois ressaltos de traçamento;
- Comprimento total: 702 mm;
- Comprimento do cano: 415 mm;
- Peso: 3,45 kg descarregado;
- Taxa de fogo: 600-650 tiros por minuto;
- Carregador: padrão bifilar com 30 cartuchos.

O Vepr foi anunciado em 2003 como o novo fuzil de assalto ucraniano, sendo uma ex-republica soviética as forças armadas ucranianas utilizam os fuzis kalashnikov AK-74 e AKM como armas padrões da infantaria. O Vepr foi anunciado como uma grande melhoria do AK-74, não sendo nada alem de uma conversão para o formato bullpup do mesmo.

## Desenvolvimento
Os projetistas pegaram o AK-74, retiraram sua coronha, montaram a empunhadura e o gatilho a frente do carregador, colocaram uma capa de polímero em cima da caixa da culatra para proteger o rosto do atirador do aço, bem como um apoio também em polímero abaixo da caixa da culatra para estabilizar a arma, sendo muito simples a conversão. O grande defeito desse design foi que o seletor de fogo foi mantido no mesmo lugar ficando longe da mão do atirador quando a arma está empunhada. O Vepr possui miras de aço reguláveis similar ao dos kalashnikov’s, mas há também uma garra para o encaixe de miras ópticas e noturnas, sendo comum o uso de uma grande mira red dot de fabricação ucraniana, a ultima versão é fornecido com um lançador de granadas 40mm integrado abaixo do cano.
Os fabricantes alegam a grande superioridade do Vepr em relação ao AK-74 e anunciam relatórios muito otimistas.

## Observação
Há um grande número de conversões dos kalashnikov’s para o formato bullpup sendo os mais comuns: 
- OC-14 Groza russo,

- O finlandês Valmet M82,

- O chinês Type 86 e

- O sul africano CR-21 sendo que nenhum deles teve sucesso comercial.

## Galeria de fotos

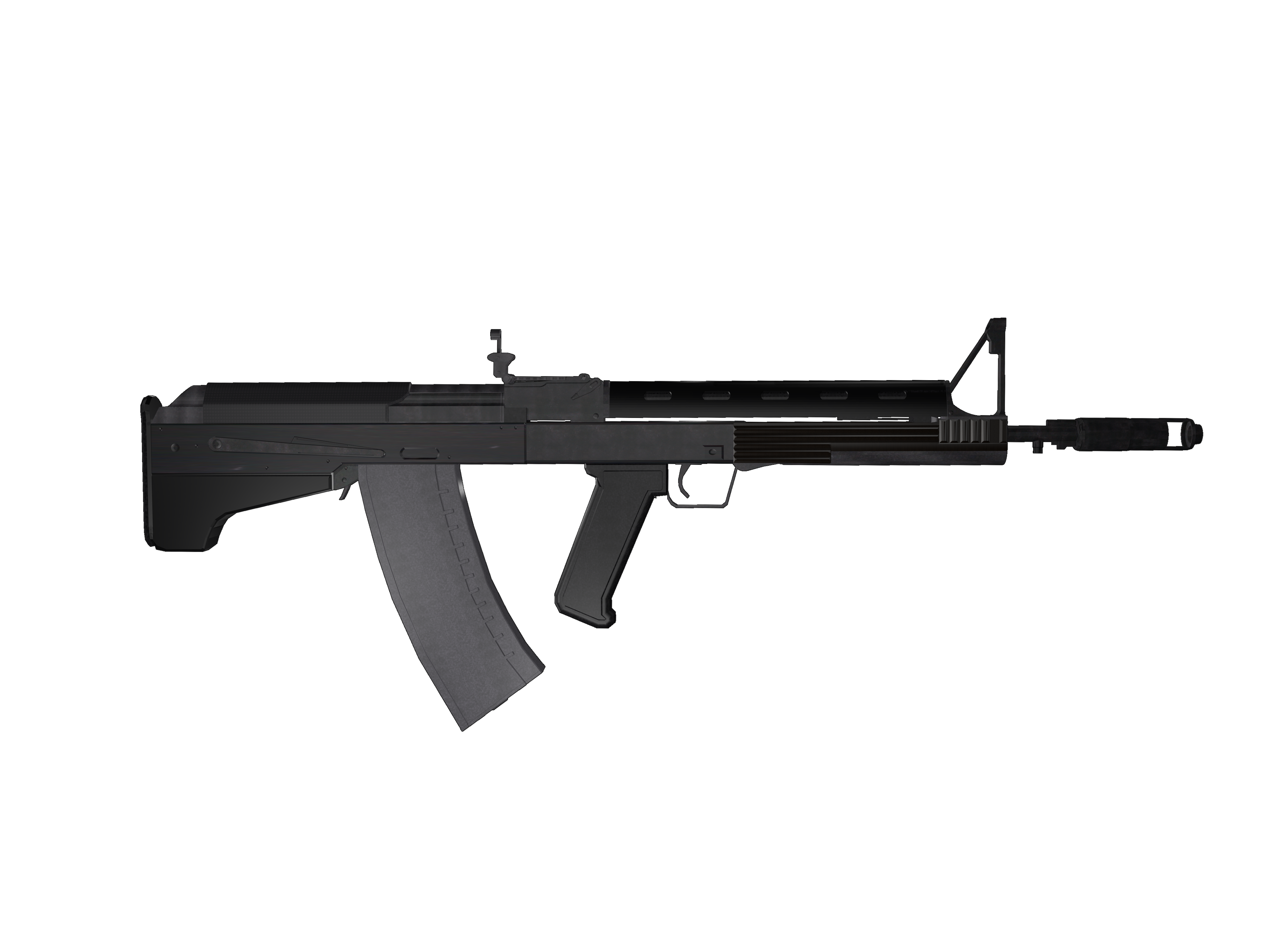
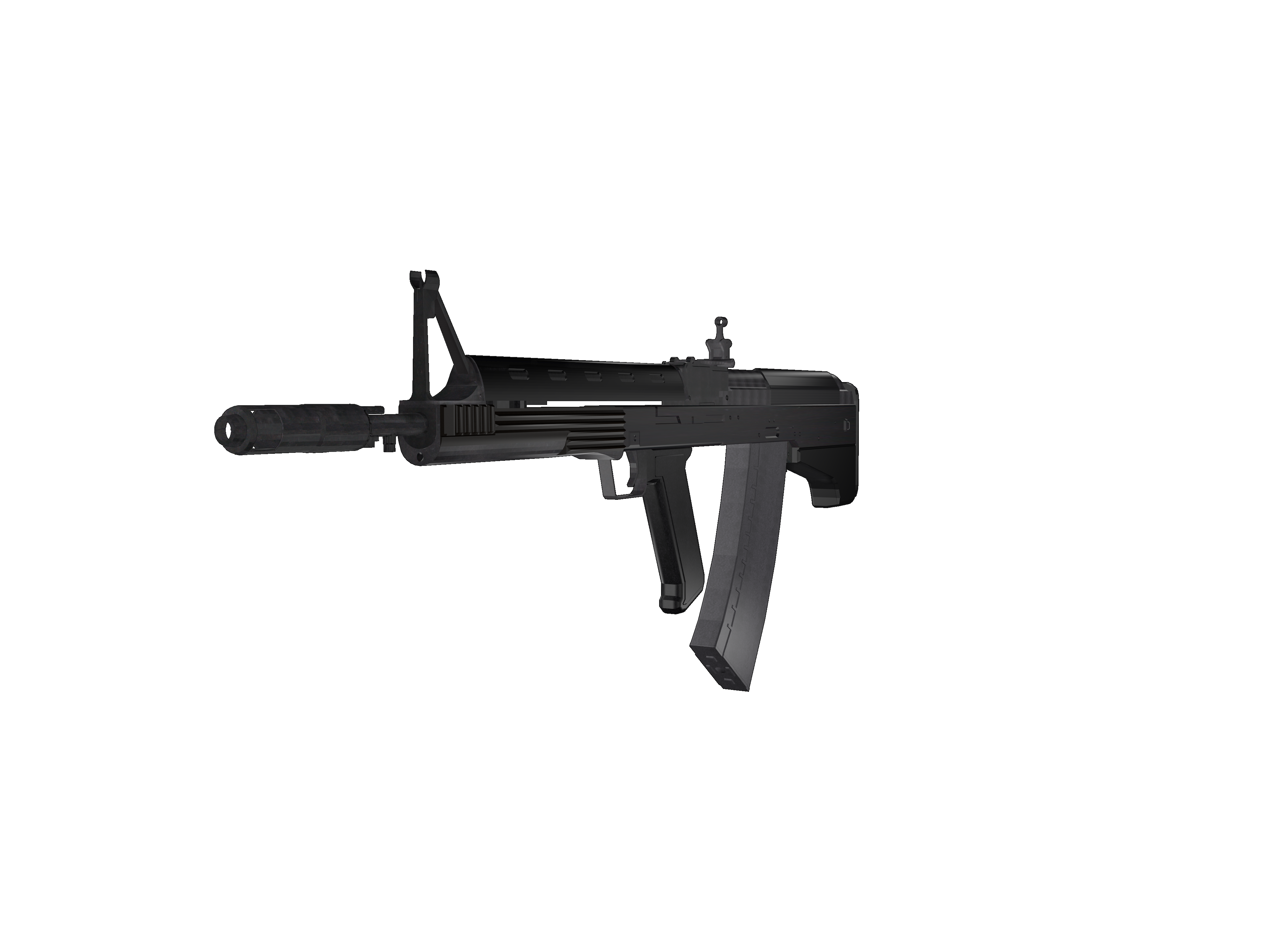
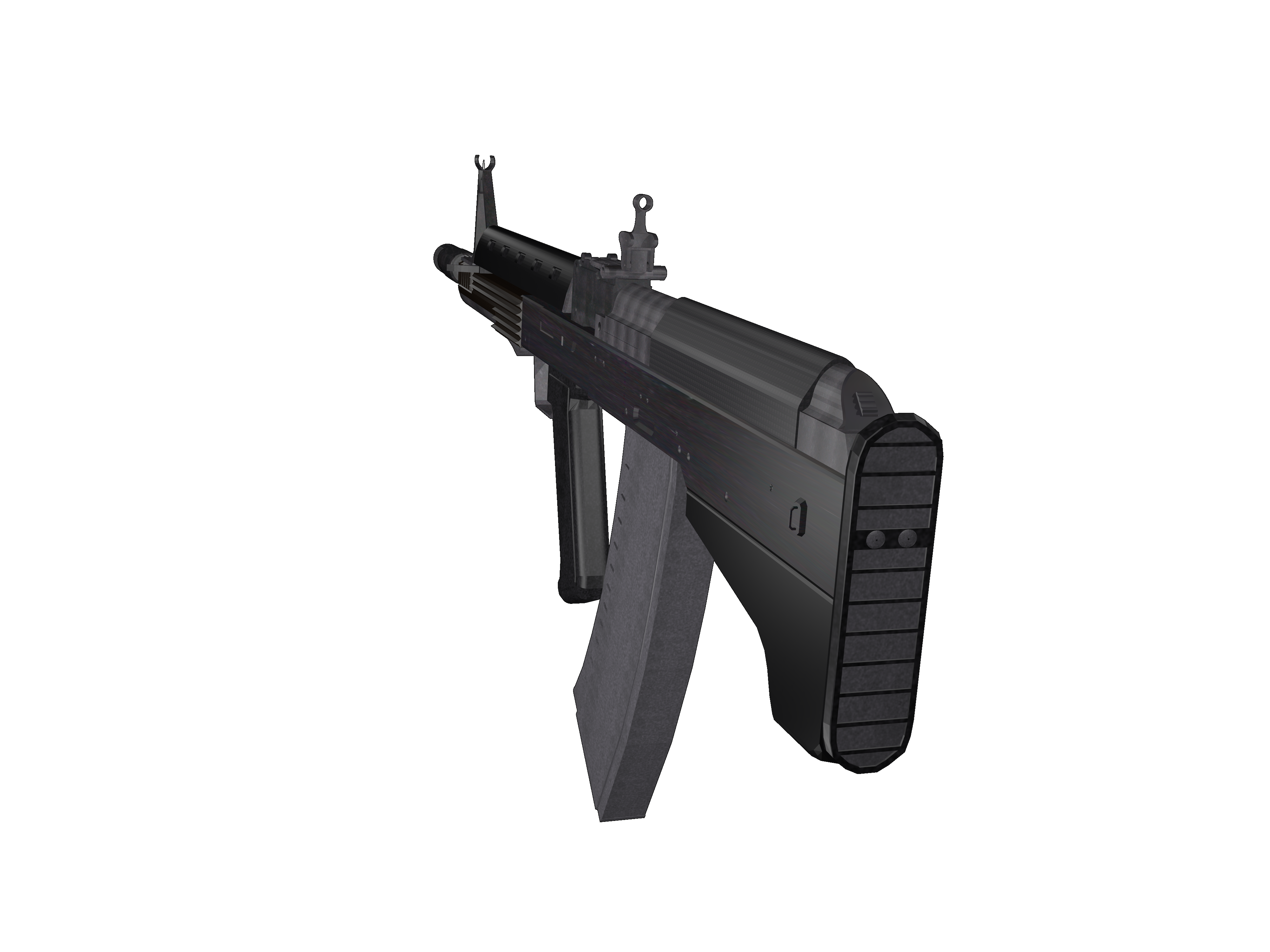